# Reactionary
Reactionary è un album del gruppo skate punk Face to Face pubblicato nel 2000 dalla Vagrant Records.
Questo è l'ultimo album con il chitarrista Chad Yaro che lascerà la band un anno dopo

## Tracce
1. Disappointed – 2:48
2. Out of Focus – 3:32
3. What's in a Name – 3:05
4. You Could've Had Everything – 2:15
5. Hollow – 3:23
6. Think for Yourself – 2:43
7. Just Like You Said – 3:06
8. Solitare – 3:05
9. Best Defense – 3:47
10. Icons – 3:18
11. Shame on Me – 3:13
12. Estranged – 2:52

## Formazione
- Trever Keith - voce - chitarra
- Chad Yaro - chitarra
- Scott Shiflett - basso
- Pete Parada - batteria